# Swing bowling
Le swing bowling est une technique de lancer au cricket qui consiste à ajouter un mouvement à la balle. Contrairement au spin bowling qui permet de faire changer la direction de la balle au rebond, le swing bowling consiste à donner un mouvement latéral à la balle pendant son trajet dans l'air. Il est très utilisé à tous les niveaux du jeu. On distingue plusieurs mouvements latéraux : inswing, outswing et reverse swing.

## Technique

### Absence deswing
Lors d'un lancer sans swing, le lanceur tient la balle entre son pouce en dessous de la balle et son index et son majeur sur le dessus, suivant l'axe de la couture. L'annulaire est positionné sur le côté pour caler la balle.

### Inswingetoutswing
En positionnant l'index ou le majeur à 45° environ de l'axe de la couture tandis que l'autre doigt reste sur la couture, on donne un effet ou swing à la balle pendant son déplacement dans l'air. Cela a pour effet d'exposer légèrement un côté de la balle à l'air. Si en plus la balle a été soigneusement polie d'un seul côté, le côté usé doit être le côté légèrement exposé au batteur.
Il est nécessaire pour voir apparaître un effet que le lancer soit rapide.
On distingue le lanceur inswinger qui fait en sorte que la balle se déplace vers le joueur (côté jambe / ouvert ou leg / on) du lanceur outswinger qui écarte la balle du joueur (côté fermé ou off). Cela dépend donc de la latéralité du batteur.

### Reverse Swing
C'est un phénomène qui s'appuie sur une observation étrange. Après environ une quarantaine de séries (chez les professionnels), l'usure de la balle peut provoquer un déplacement latéral de la balle dans le sens opposé à ce qui est attendu. Ce phénomène se produit tard dans la trajectoire de la balle laissant le temps au swing classique de faire un peu effet. Comme le reverse swing est plus marqué que le swing classique, la trajectoire de la balle est très difficile à évaluer pour le batteur puisque le lanceur peut ajouter ou retrancher les deux effets suivant son lancer. Le reverse swing n'intervient que quand la vitesse de la balle est assez importante.

## Polissage et physique duswing
Dans une équipe de cricket, l'un des joueurs de champ, souvent placé près du lanceur, est désigné polisseur. Chaque fois qu'une balle est jouée, elle passe par lui pour qu'il frotte la balle sur son pantalon pour la polir d'un seul côté. Après quelques séries, la balle est visiblement plus lisse du côté poli que du côté usé. Lorsque la balle est lancée, l'air a moins de parcours du côté lisse que du côté usé et donc doit circuler plus vite du côté usé, ce qui crée une dépression du côté usé, et donc déplace la balle vers ce côté. C'est le swing. Quand la balle est beaucoup plus usée, l'usure du côté "lisse" et du côté "usé" forcent un comportement différent de la balle, le reverse swing.

## Grandswing bowlers
De nombreux lanceurs internationaux utilisent le swing bowling.
Les fondateurs du reverse swing sont les Pakistanais Sarfraz Nawaz et Sikander Bakht qui ont enseigné leur savoir à Imran Khan, qui l'a transmis à Wasim Akram et Waqar Younis. Les Anglais Andrew Flintoff et Simon Jones ont été de récents maîtres du reverse swing.